# L'Amant (Pinter)
Pour les articles homonymes, voir L'Amant.
L’Amant (The Lover) est une pièce de théâtre en un acte du dramaturge et prix Nobel de littérature britannique Harold Pinter, écrite en 1962.
La pièce est créée à l’Arts Theatre de Londres le 18 septembre 1963.
Claude Régy crée la pièce en France au théâtre Hébertot le 27 septembre 1965.

## Argument
Comme chaque matin, Richard part travailler dans la City et laisse Sarah, sa femme, dans la maison de banlieue du couple heureux qu'ils forment. Avant de quitter la maison, le mari demande à sa femme, sur un ton qui peut sembler badin, si elle doit recevoir son amant dans la journée. Ce à quoi Sarah répond par l'affirmative. Quand, en matinée, on sonne à la porte, ce n'est pas l'amant, mais un simple vendeur qui s'éclipse aussitôt. Pourtant, l'amant se présente bel et bien dans l'après-midi : il s'agit du mari qui endosse le rôle. Il joue l'amant pour son épouse qui, elle, joue la prostituée pour lui. Tant que le jeu va, le couple semble trouver un équilibre entre aventure et quotidien domestique bourgeois. Or Richard souhaite mettre fin à la prétendue liaison adultère, au grand dam de Sarah qui ne l'entend pas ainsi.

## Production originale britannique

### Arts Theatre, Londres,1963
- Mise en scène : Michael Codron
- Texte : Harold Pinter
- Scott Forbes : Richard
- Vivien Merchant : Sarah
- Michael Forest : John

## Production française

### Théâtre Hébertot,1965
- Mise en scène : Claude Régy
- Texte français : Éric Kahane
- Jean Rochefort : Richard
- Delphine Seyrig : Sarah
- Bernard Fresson : John